# Pimpinella tenuicaulis
Pimpinella tenuicaulis är en flockblommig växtart som beskrevs av John Gilbert Baker. Pimpinella tenuicaulis ingår i släktet bockrötter, och familjen flockblommiga växter. Inga underarter finns listade i Catalogue of Life.